# Acacia calantha
Acacia calantha é uma espécie de leguminosa do gênero Acacia, pertencente à família Fabaceae.